# جنگل ال سورار
جنگل ال سورار (به اسپانیایی: El Surar) یک منطقهٔ مسکونی و جنگل در اسپانیا است که در Vall d'Albaida واقع شده‌است.